# 毛尔通瓦沙尔区
毛尔通瓦沙尔区（匈牙利語：Martonvásári járás），是匈牙利费耶尔州的一个区，总面积277.13平方公里，总人口28,040人（2011年），人口密度101人/平方公里。中心城市为毛尔通瓦沙尔。

## 市镇
毛尔通瓦沙尔区包含两个城镇和6个村庄。